# Мессьє 94

Мессьє 94 (англ. Messier 94, М94, інші позначення -NGC 4736,IRAS12485 +4123,) — спіральна галактика, також знана як Галактика Котяче Око через її яскраве ядро з кільцями. Розташована на відстані 16 мільйонів світлових років від нас у сузір'ї Гончих Псів. Хоча в деяких джерелах M94 описується, як спіральна галактика з перемичками, ця структура виглядає більш овальною . Галактика має видиму зоряну величину 8,1 і її можна помітити в невеликий телескоп. Найкращий час року для спостереження за M94 – травень .
Галактика примітна тим, що володіє двома потужними кільцеподібними структурами.
Цей об'єкт входить у число перерахованих в оригінальній редакції нового загального каталогу.

## Відкриття
Мессьє 94 був відкритий колегою Шарля Мессьє. Відкривачем цього об'єкта є Мешен П'єр Франсуа Андре на честь якого в 2002 році було названо астероїд. Науковець вперше спостерігав за М94 22 березня 1781 , і занесений у каталог через два дні науковцем Шарлем Мессьє як NGC 4736 .

## Структура

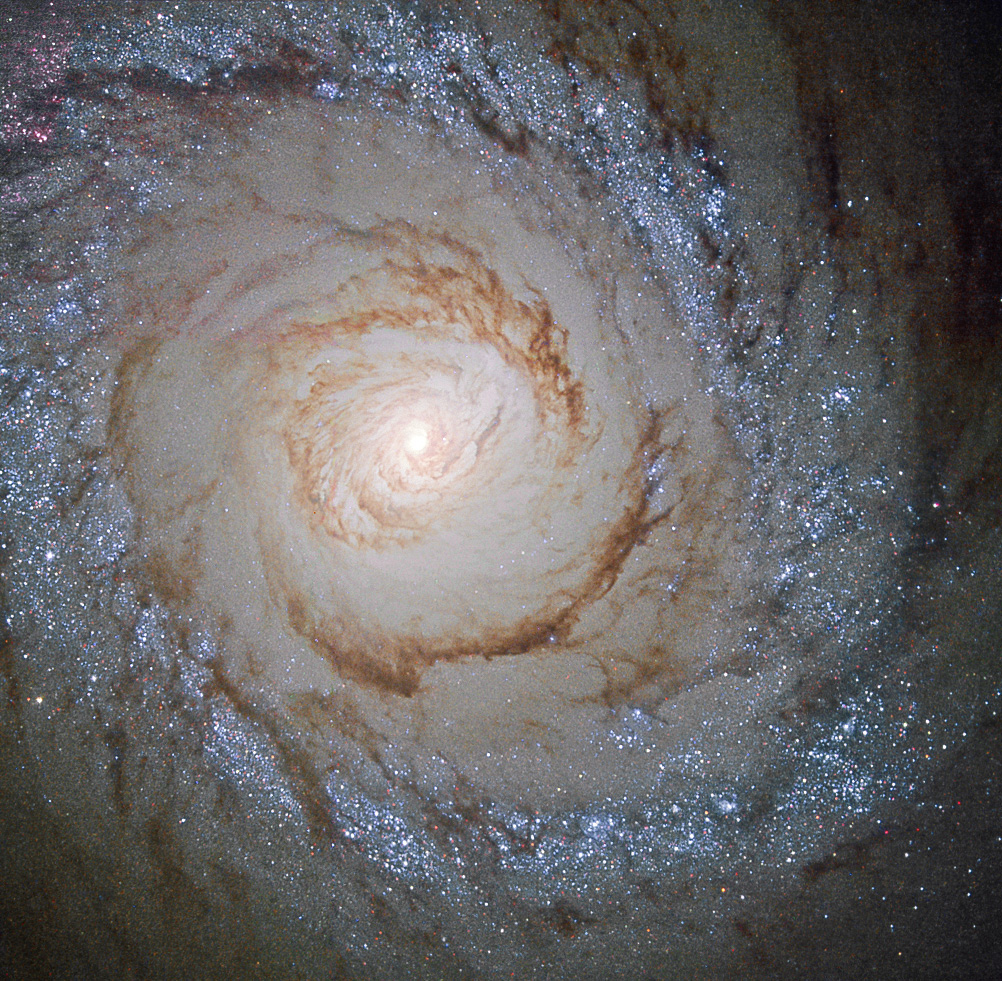
Зображення ядра M94 з телескопа Хаббл

Дане зображення ядра M94, отримане за допомогою телескопа Хаббл, зроблених у видимому та інфрачервоному діапазонах. В яскравому кільці з високою швидкістю утворюються зорі. Ця область знана як кільце спалаху зір. Ця особлива форма області зореутворення у M94 може бути результатом хвилі тиску, що розповсюджується від центру до зовнішніх областей галактики стискаючи газ і пил. Це стиснення спричиняє згортання газу в щільніші хмари. У межах цих щільних хмар гравітаційна сила збирає газ і пил разом, створюючи умови з достатньо високою температурою і тиском для народження нових зір . Мессьє 94, за оцінками, містить 40 мільярдів зірок .
В 2023 році науковці проводили спостереження за галактикою М94 за допомогою сферичного радіотелескопа з п’ятсотметровою апертурою (FAST). З цих спостережень науковці виявили, що М94 має дуже розширений диск і супроводжується високошвидкісними хмарами на різних відстанях. Також науковці обговорювали можливості походження цієї галактики. Ймовірно, М94 є залишком великого злиття двох галактик 

### Ядро
М94 зазвичай класифікують як галактику, що має ядро з низькою іонізацією ядерної емісії (LINER) .  Низька іонізація ядерної емісії загалом характеризуються оптичними спектрами, які виявляють присутність іонізованого газу. Тобто спектральні лінії, одержувані на знімках, мають смуги слабо іонізованих або нейтральних елементів, таких, як O, O +, N +, S +. 

### Зовнішнє і внутрішнє кільця

#### Внутрішнє кільце
M94 має внутрішнє кільце діаметром 70 кутових секунд (″) ( приблизно 5400 світлових років (1700 пк)). Внутрішнє кільце є місцем сильного зореутворення, і його іноді називають кільцем спалаху зір . Це зореутворення живиться газом, що динамічно вводиться в кільце внутрішньою стрижкоподібною структурою овальної форми . Внутрішнє кільце є місцем інтенсивного зореутворення. Вважається, що кільце утворилося в результаті спалаху зорепаду, який стався ≈10 мільйонів років тому. Це кільце містить численні скупчення молодих блакитних зір, які можна побачити на фотографіях з довгою експозицією.

#### Зовнішнє кільце
Зовнішнє кільце діаметром 600" (приблизно 45 000 світлових років (14 000 пк)). Дослідження 2009 року  , проведене міжнародною групою астрофізиків, показало, що зовнішнє кільце M94 не є замкнутим зоряним кільцем, як це історично пояснюється в літературі, а складною структурою спіральних рукавів, якщо дивитися в середньому ІЧ та УФ. Дослідження показало, що зовнішнє кільце цієї галактики є активний. Воно містить приблизно 23% загальної зоряної маси галактики та становить близько 10% нових зір галактики. Насправді швидкість утворення зір зовнішнього диска приблизно в два рази більша, ніж у внутрішнього диска, тому що він ефективніший на одиницю зоряної маси .
Існує кілька можливих зовнішніх подій, які могли призвести до виникнення зовнішнього диска M94, включаючи акрецію галактики-супутника або гравітаційну взаємодію з сусідньою зоряною системою. Однак подальші дослідження виявили проблеми з кожним із цих сценаріїв. Таким чином, у звіті робиться висновок, що внутрішній диск M94 є овальним спотворенням, яке призвело до створення периферійного диска цієї галактики.
У статті, опублікованій у 2004 році, Джон Корменді та Роберт Кенікут стверджували, що M94 містить прототипну псевдоопуклість .  Класична спіральна галактика складається з диска газу та молодих зір, як перетинає велику сферу (або балдж) старіших зір. Однак M94 навпаки не містить великої опуклості старих зір, натомість має яскраву структуру в центрі, яка виглядає як опуклість і є місцем інтенсивного зореутворення. У випадку M94 має форму кільця, що оточує овальну область у ядрі галактики. .

#### Темна матерія
У 2008 році було опубліковано дослідження  , яке показало, що M94 містить дуже мало темної матерії або її зовсім немає. Дослідження проаналізувало криві обертання зір галактики та щільність газоподібного водню та виявило, що звичайна світна матерія, здається, відповідає за всю масу галактики. Цей результат був незвичайним і дещо суперечливим, оскільки поточні моделі не вказують на те, як галактика могла утворитися без темної матерії або як галактика могла втратити свою темну матерію. Інші пояснення кривих обертання галактик, такі як MOND , також мають труднощі з поясненням цієї галактики .  

## Розташування

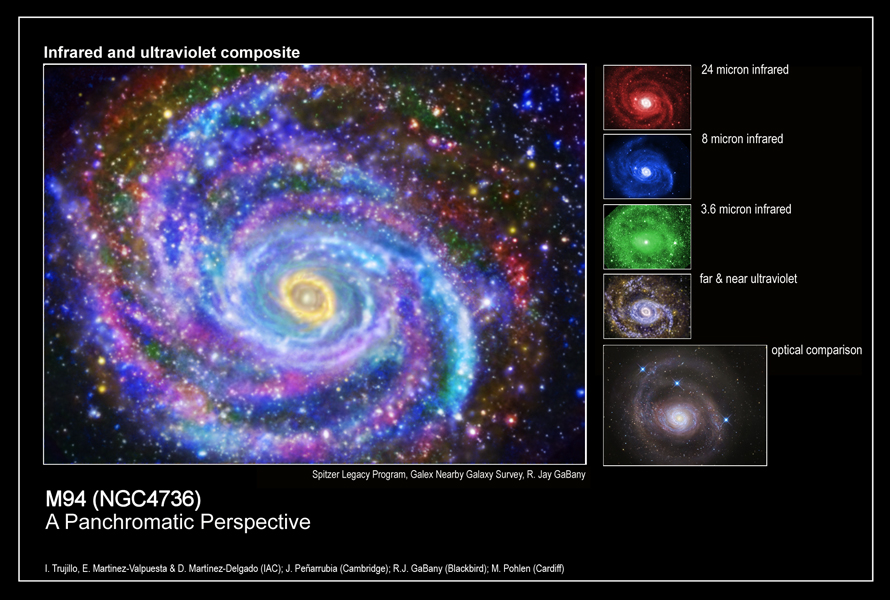
M94, як видно на різних довжинах хвиль світла

Для вимірювання відстані до М94 використовувалися щонайменше дві методики. Техніка вимірювання відстані за коливаннями поверхневої яскравості оцінює відстані до спіральних галактик на основі зернистості вигляду їхніх балджів. Відстань, виміряна до M94 за допомогою цієї методики, становить 17,0± 1,4 Мсв. р. (5,2 ± 0,4 Mпк ) .  Проте M94 досить близько, щоб космічний телескоп Хаббл міг використовуватися для визначення та вимірювання потоків найяскравіших окремих зір у галактиці. Потім ці виміряні потоки можна порівняти з виміряними потоками подібних зір у Чумацькому Шляху щоб виміряти відстань. Розрахункова відстань до M94 за допомогою цієї методики становить 15 ± 2 Мсв. р. (4,7 ± 0,6 Мпк) . Усереднені разом ці вимірювання відстані дають оцінку  16,0 ± 1,3 Мсв. р. (4,9 ± 0,4 Мпк).
M94 — одна з найяскравіших галактик у групі M94, яка містить від 16 до 24 галактик .  Ця група є однією з багатьох, які знаходяться в межах Надскупчення Діви (тобто Місцевого надскупчення).  Хоча велика кількість галактик може бути пов’язана з M94, лише кілька галактик поблизу M94 утворюють гравітаційно пов’язану систему. Більшість інших найближчих галактик рухаються разом із розширенням Всесвіту. 

## Зовнішні посилання
- Youtube.M94 - Rings and Rotation Curves - Deep Sky Videos

- M94 на WikiSky
- messier-objects.com

## Каталог Мессьє
| ◄ NGC 4732 \| NGC 4733 \| NGC 4734 \| NGC 4735 \| NGC 4736 \| NGC 4737 \| NGC 4738 \| NGC 4739 \| NGC 4741 ► |

Координати:  12г 50м 53.1с, +41° 07′ 14″